# Katholieke Sociale Academie
De Katholieke Sociale Academie was een Nederlandse katholieke opleiding voor hoger beroepsonderwijs in de maatschappelijke sector in Den Haag.
De Katholieke Sociale Academie werd in 1948 opgericht als Katholieke School voor Maatschappelijk Werk. In 1959 werd de naam gewijzigd in Katholieke Sociale Academie. De na de Tweede Wereldoorlog uit de Verenigde Staten verworven kennis over de methodische aanpak van het sociale werk kreeg een plek binnen het nieuwe opleidingsinstituut. In hoeverre ook gebruikgemaakt mocht worden van inzichten uit de psychoanalyse was binnen de katholieke onderwijswereld een twistpunt.
De academie werd gehuisvest aan het Nassauplein in Den Haag. In 1963 werd de door Jan Mol ontworpen nieuwbouw aan de Helenastraat betrokken. In 1975 werd dit gebouw, tijdens de roerige democratiseringsjaren, door de studenten bezet. De directe aanleiding was de weigering van de directie om een door de studenten voorgedragen docent te benoemen, omdat hij een communist zou zijn. Uiteindelijk leidde deze bezetting tot het vertrek van de toenmalige directrice mevrouw Walhain. Er werd een nieuwe bestuursvoorzitter benoemd in de persoon van de Haagse wethouder Riessen, later opgevolgd door de jurist Micha Wladimiroff.
In 1987 fuseerde de Katholieke Sociale Academie met de andere sociale academie in Den Haag, de Haagse Sociale Academie. Tegelijkertijd ging de gefuseerde organisatie op in de sector Gezondheidszorg, Gedrag en Maatschappij van de nieuw gevormde Haagse Hogeschool. In 2002 worden dit twee afdelingen binnen de hogeschool, de afdeling Culturele Maatschappelijke Vorming (CMV)/Maatschappelijk Werk en Dienstverlening (MWD) en de afdeling Sociaal Pedagogische Hulpverlening (SPH). Sinds 2005 zijn deze maatschappelijke opleidingen ondergebracht in de Academie voor Sociale Professies van de Haagse Hogeschool.